# 池田幸美
池田 幸美（いけだ ゆきみ、1978年12月22日 - ）は、福井県出身で群馬県在住の元競艇選手。登録番号3962。身長158cm。血液型O型。82期。夫に競艇選手の毒島誠（登録番号4238）、師匠に武田光史（登録番号3654）、同期に赤岩善生、坪井康晴、菊地孝平らがいる。

## 来歴
- 1998年5月14日、三国競艇場でデビュー（4着）。
- 2004年12月6日、宮島競艇場での女子リーグ第20戦で初優出（4着）。
- 2009年11月25日、芦屋競艇場での「第4回マリンテラスあしやカップ 〜三つ巴戦〜」を最後に引退（節間成績564665331）。

## 戦績
- 出走回数：1775回
- 1着回数：150回
- 優出回数：4回
- 優勝回数：0回
- フライング(F)回数：12回
- 出遅れ(L)回数：1回
- 通算勝率：3.93
- 2連対率：19.61
- 3連対率：32.23
- 生涯獲得賞金：101,833,800円